# Хмелевка (Саратовский район)
Хмелевка — посёлок в Саратовской области России. С 1 января 2021 года входит в состав городского округа Саратова.

## Топоним
Прежнее название Шахматовка, по фамилии Шахматовых, владельцев села.
Современное название связано с традиционным ремеслом сельчан. Они разводили хмель в своих огородах, что носило промысловый характер. Жителей села прозвали хмелеводами, а их селение стало называться Хмелёвкой.

## География
Посёлок расположен на юге Саратовского района, на берегу реки Волга. Расстояние до административного центра села Багаевка — 7 км, до областного центра составляет 26 км. С областным центром Хмелевка связана автодорогой с твёрдым покрытием, есть регулярное автобусное сообщение.

### Климат
Климат в посёлке умеренно холодный. Наблюдается большое количество осадков, даже в самый засушливый месяц (согласно классификации климатов Кёппена — Dfa). Среднегодовая температура в Хмелевском — 6,4 °C. Среднегодовая норма осадков — 424 мм. Наименьшее количество осадков выпадает в марте и составляет 23 мм. Наибольшее количество осадков выпадает в июне, в среднем 43 мм.

### Уличная сеть
В посёлке Хмелевка девять улиц: Дачная, Заречная, Молодёжная, Центральная, Набережная, Садовая, Советская, Школьная и улица имени Н. В. Селивёрстова. К населённому пункту относятся территории тринадцати садовых некоммерческих товариществ.

## История
До революции 1917 года здесь располагалось имение саратовской ветви дворян Шахматовых: Алексей Александрович (1797—1868); Александр Алексеевич (1828—1871). Основано село в XVIII веке. Тогда в нём проживало 587 человек, в начале XX века — 800 человек.
В селе была большая каменная церковь, земская школа, пристань.

## Население
| 2002 | 2010 |
| ---- | ---- |
| 288  | ↗349 |

## Транспорт
В стороне от посёлка проходит автотрасса 63К-00779 до Красного Текстильщика.
Из Саратова (стадион «Волга») до пос. Красный Текстильщик ходит автобус 226 с остановкой «посёлок Хмелевка», менее 1 километра от самого населённого пункта.